# Barrage de Marèges
Le barrage de Marèges est un barrage situé entre Liginiac et Saint-Pierre, sur le cours de la Dordogne. Inauguré en 1935, il alimente deux centrales hydroélectriques. Sa retenue forme un lac artificiel de 47 millions de m3. Il s'agit du premier barrage au monde à être équipé d'une évacuateur de crue en forme de saut à ski. C'est aussi le premier barrage d'Europe avec une voute double courbure.

## Géographie

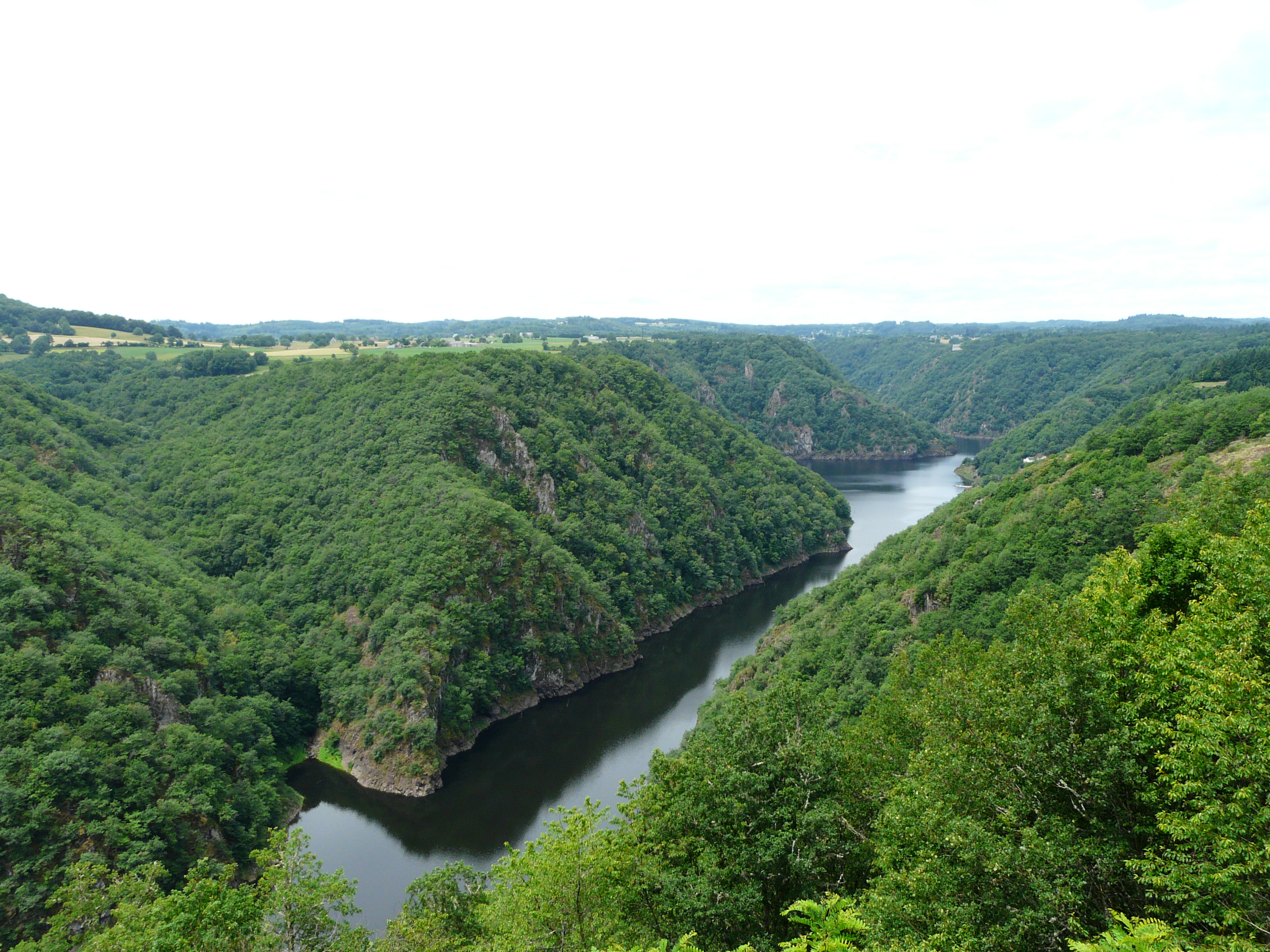
La retenue du barrage de Marèges dans les gorges de la Dordogne, au site de Saint-Nazaire.

Le barrage de Marèges est situé en France sur les communes de Liginiac (Corrèze) et de Saint-Pierre (Cantal), dans le Massif central. L'accès routier à l'édifice n'est possible que par la rive droite (côté Corrèze). Situé en aval du barrage de Bort-les-Orgues et en amont du barrage de l'Aigle, il retient les eaux de la Dordogne.
Sa retenue, longue d'environ quinze kilomètres, reçoit également les eaux de son affluent, la Diège, et borde six autres communes : Madic et Champagnac en rive gauche (Cantal), ainsi que Bort-les-Orgues, Sarroux - Saint Julien, Roche-le-Peyroux et Sainte-Marie-Lapanouze en rive droite (Corrèze).

## Histoire
Destiné à pouvoir retenir 47 millions de m3 d’eau, il a été construit de 1932 à 1935 par la Compagnie du chemin de fer de Paris à Orléans, il a une hauteur de 89,50 m et une longueur de 247 m. Son concepteur est l'ingénieur polytechnicien André Coyne, spécialiste du barrage voûte, concepteur de plus de cent ouvrages à travers le monde, dont le barrage de Malpasset. Il est inauguré le 5 octobre 1935 en présence d'Henri Queuille et des dirigeants du Paris-Orléans. En 2016, ses deux usines hydroélectriques (de Saint-Pierre-de-Marèges en rive gauche et Marèges en rive droite) alimentent en électricité plus de Modèle:Nombrm.

## La vidange décennale
Obligatoire pour tous les barrages français de plus de 20 m de hauteur, la vidange décennale permet une inspection détaillée et une étude technique complète de l'état des parties normalement immergées. 
La dernière se déroule en 2016, du 18 août à fin août, avec un retour en exploitation prévu pour le 7 septembre. Elle est préparée par la SHEM depuis 2015. Pour l'occasion, un belvédère a été construit, offrant un panorama du site du barrage,. Des précautions environnementales sont obligatoires, d'autant que le barrage est situé  en zone Natura 2000 et dans la plus grande réserve de biosphère de France, classée comme telle par l’UNESCO. Une « pêche de sauvegarde (par pêche électrique) du pied du barrage jusqu’au canal de sortie des eaux » vise à atténuer les impacts halieutiques de cette vidange, les poissons récupérés ayant notamment été utilisés pour réempoissonner d’autres cours d’eau de la région. Un batardeau construit dans la Dordogne (au niveau de l’usine hydroélectrique de la rive droite) doit bloquer les sédiments les plus lourds emportés lors de la vidange puis les laisser se déplacer dans le courant. Lors des quarante jours que dure l'opération, des contrôles de qualité de l'eau sont effectués de l'amont jusqu'à l'aval de la zone concernée. Une évaluation environnementale de l'opération est prévue en 2017.
Dans le même temps, le barrage et les deux installations de production hydroélectrique font l'objet d'une campagne de cinq ans de travaux entamée en 2015.

## Images

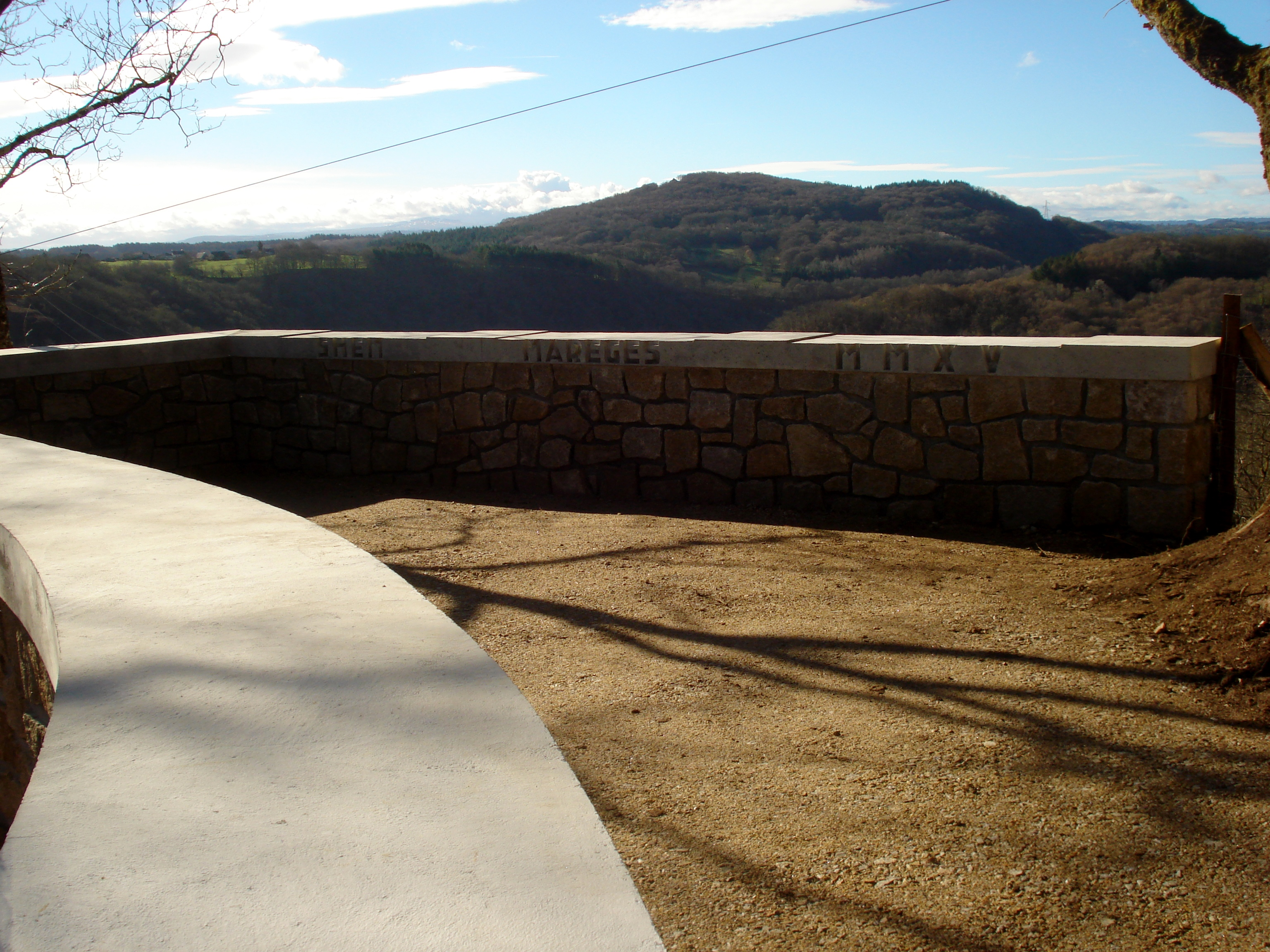
Le belvédère.
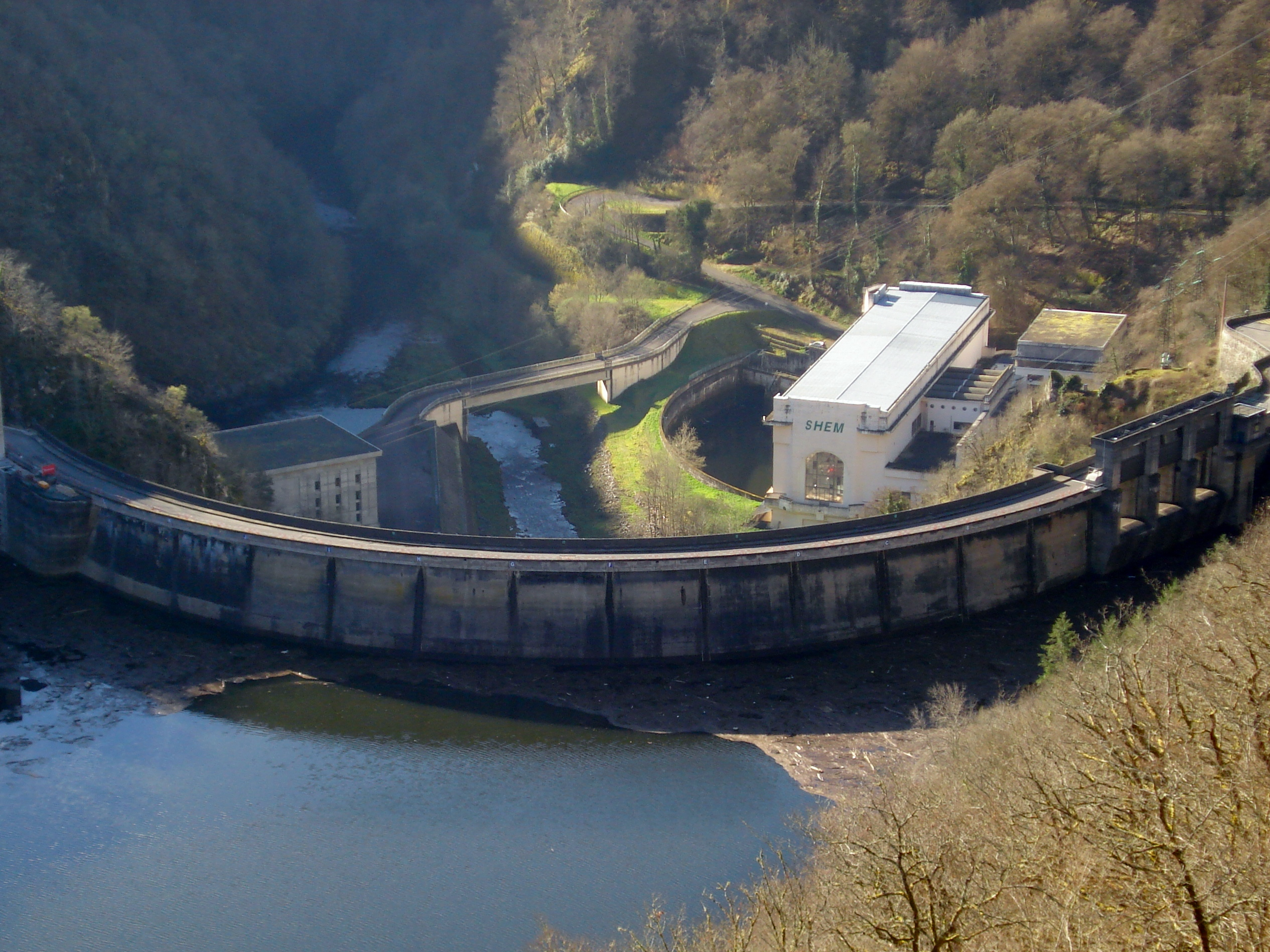
La vue du barrage depuis le belvédère.
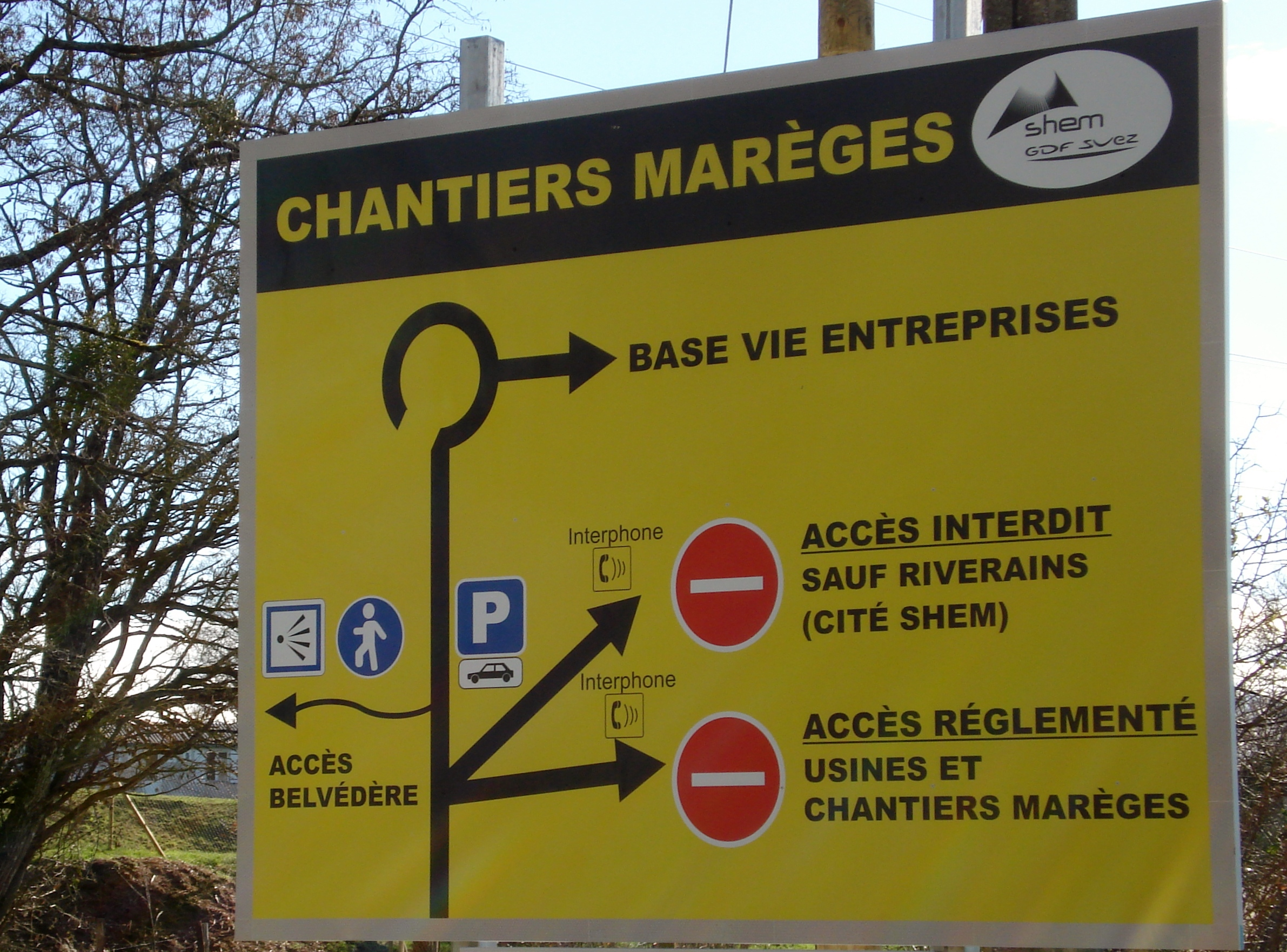
Panneau d'indications et accès au belvédère.

## Usine
La SHEM (Engie) exploite ce barrage et les usines équipées de quatre turbines Francis d’un débit nominal de 60 m3/s et d'une puissance unitaire de 37,5 MW sur la rive droite (côté Liginiac) et d'une turbine Francis d’un débit nominal de 190 m3/s et d'une puissance de 120 MW sur la rive gauche (côté Saint-Pierre).
Ces installations assurent une production annuelle d’environ 310 GWh.

## Philatélie
Un timbre pour colis postaux, d'une valeur de 1 franc, représentant le barrage de Marèges a été émis en 1944.

## Images

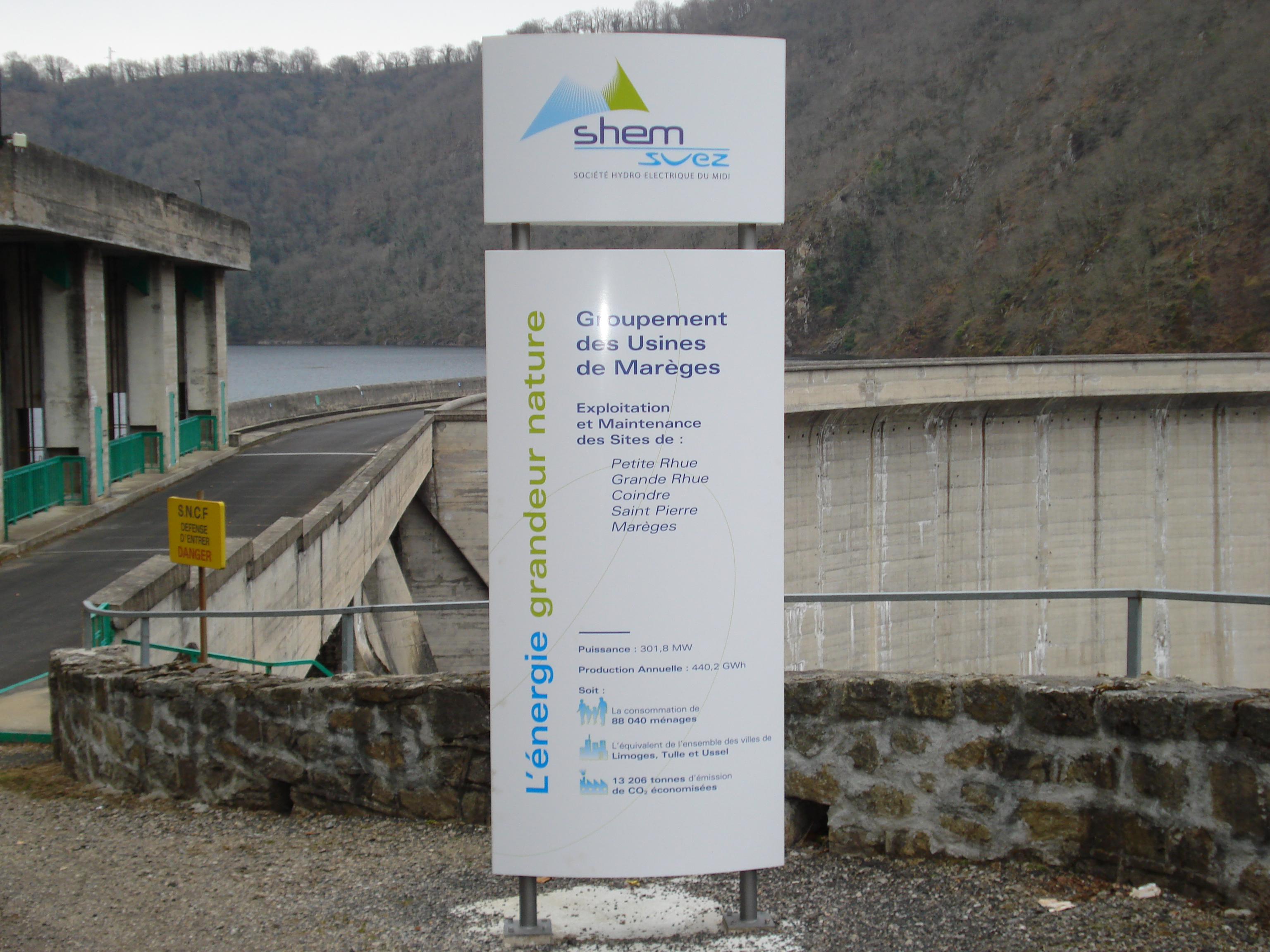
Panneau d'accueil sur le site.
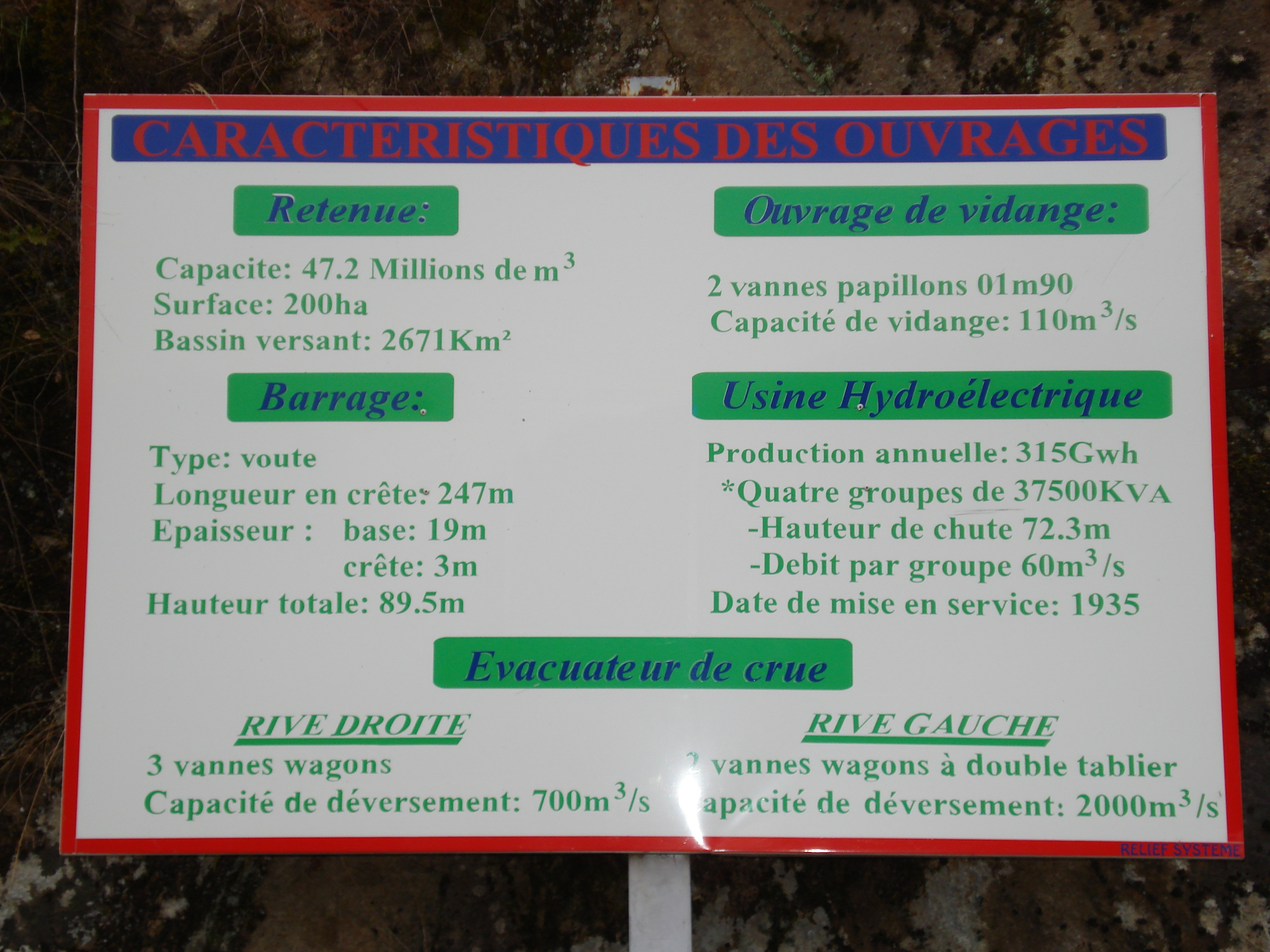
Caractéristiques.
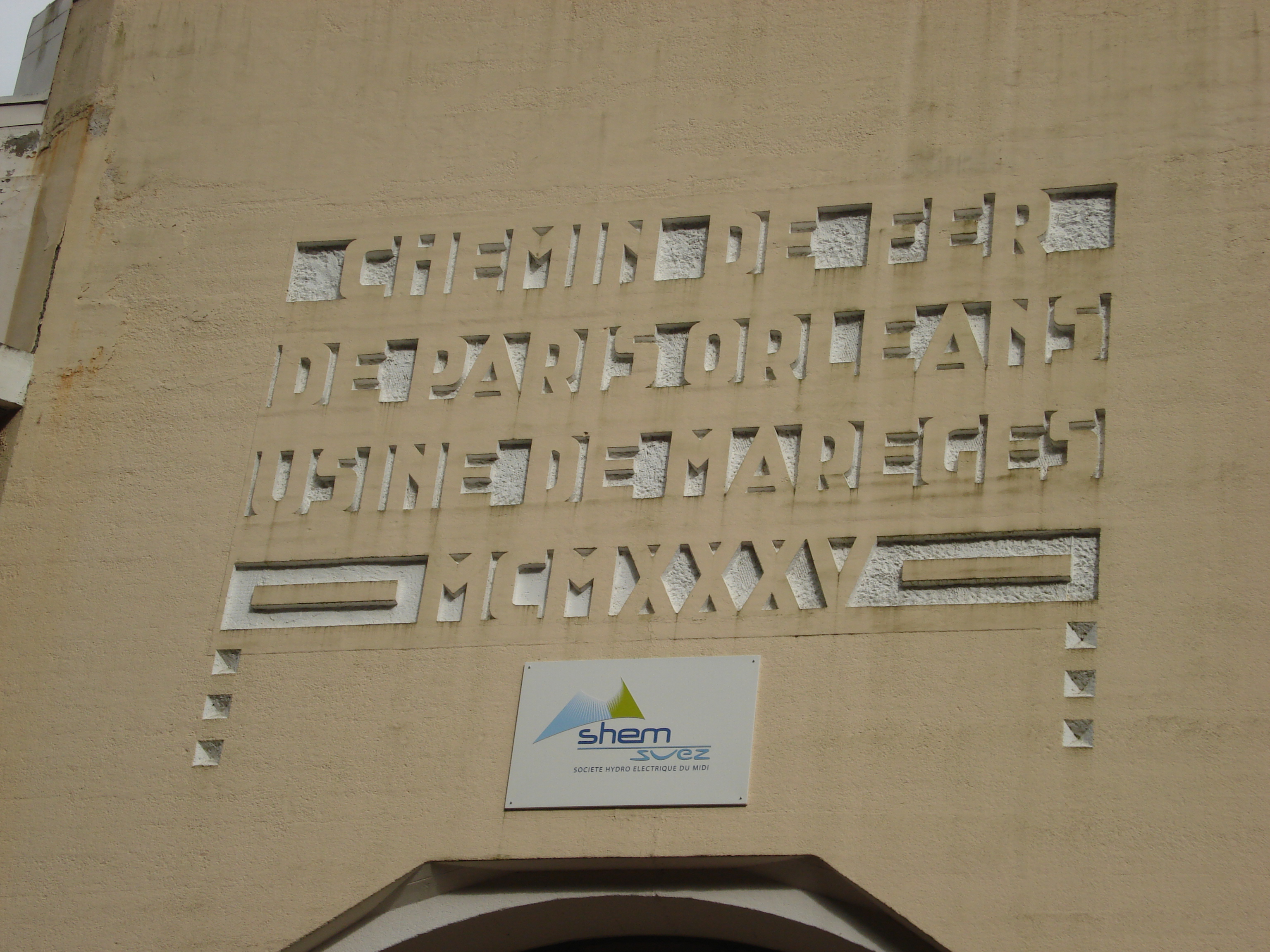
La façade.
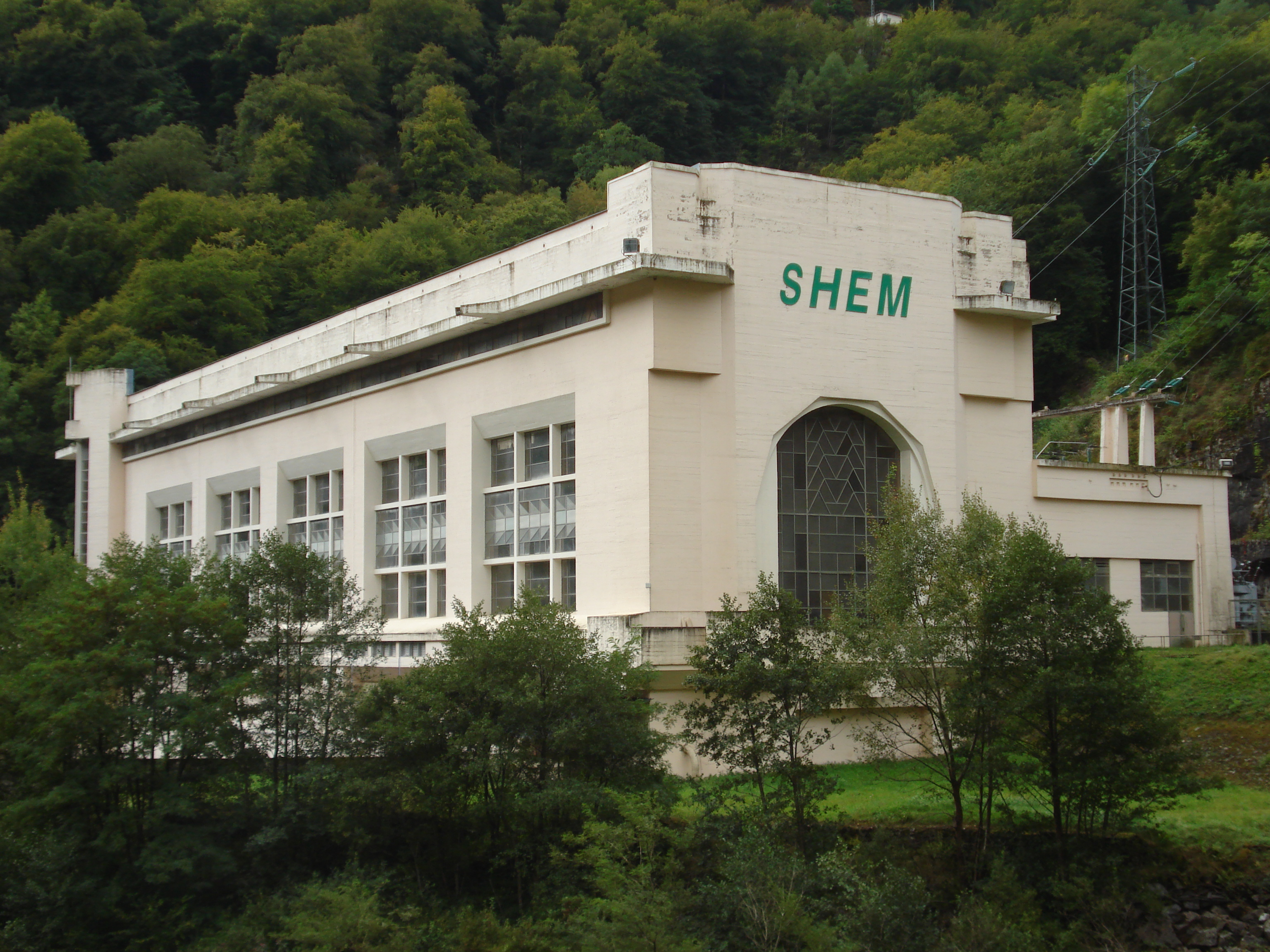
L'usine.
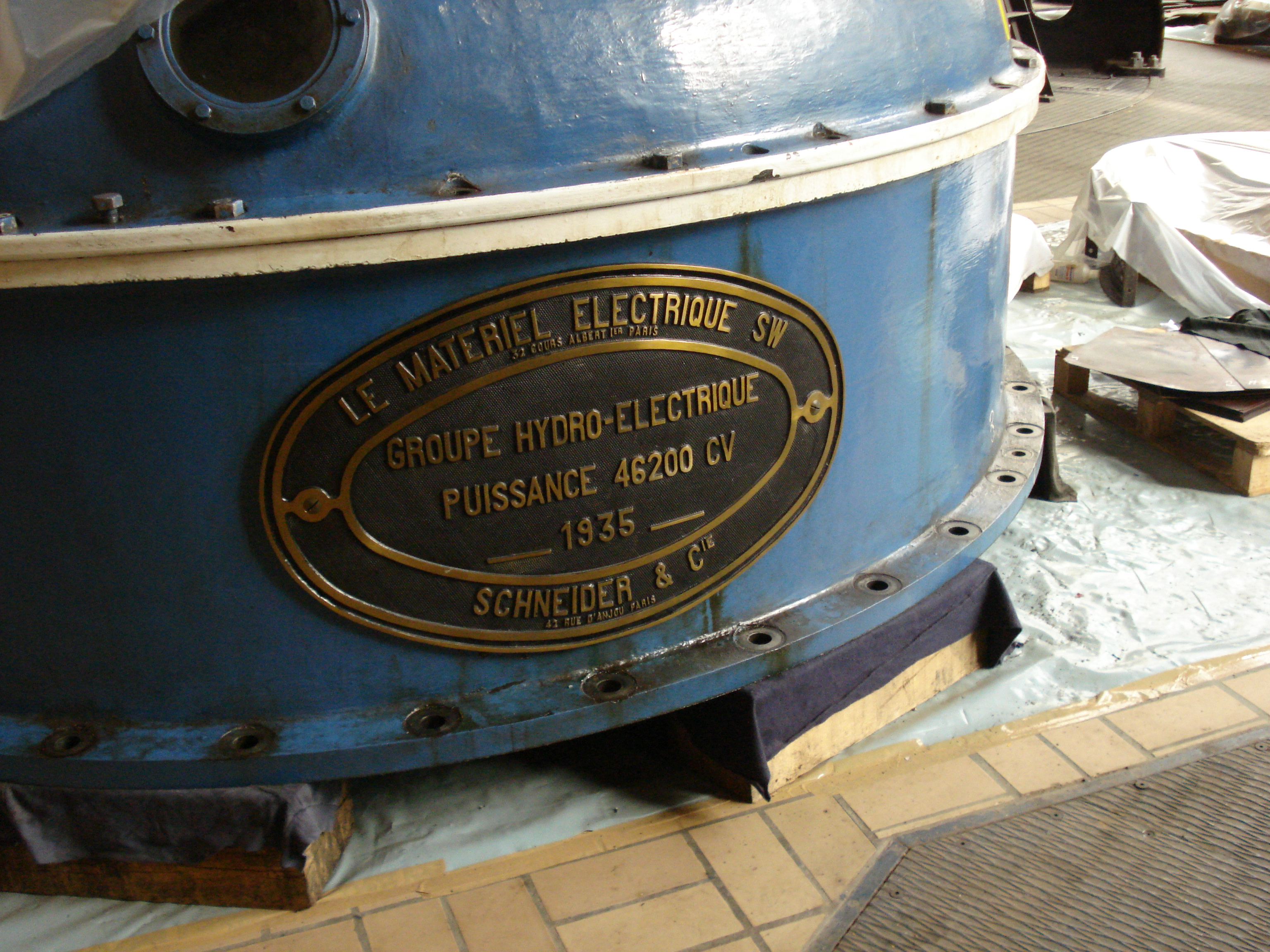
Vue d'un ancien groupe hydro-électrique.
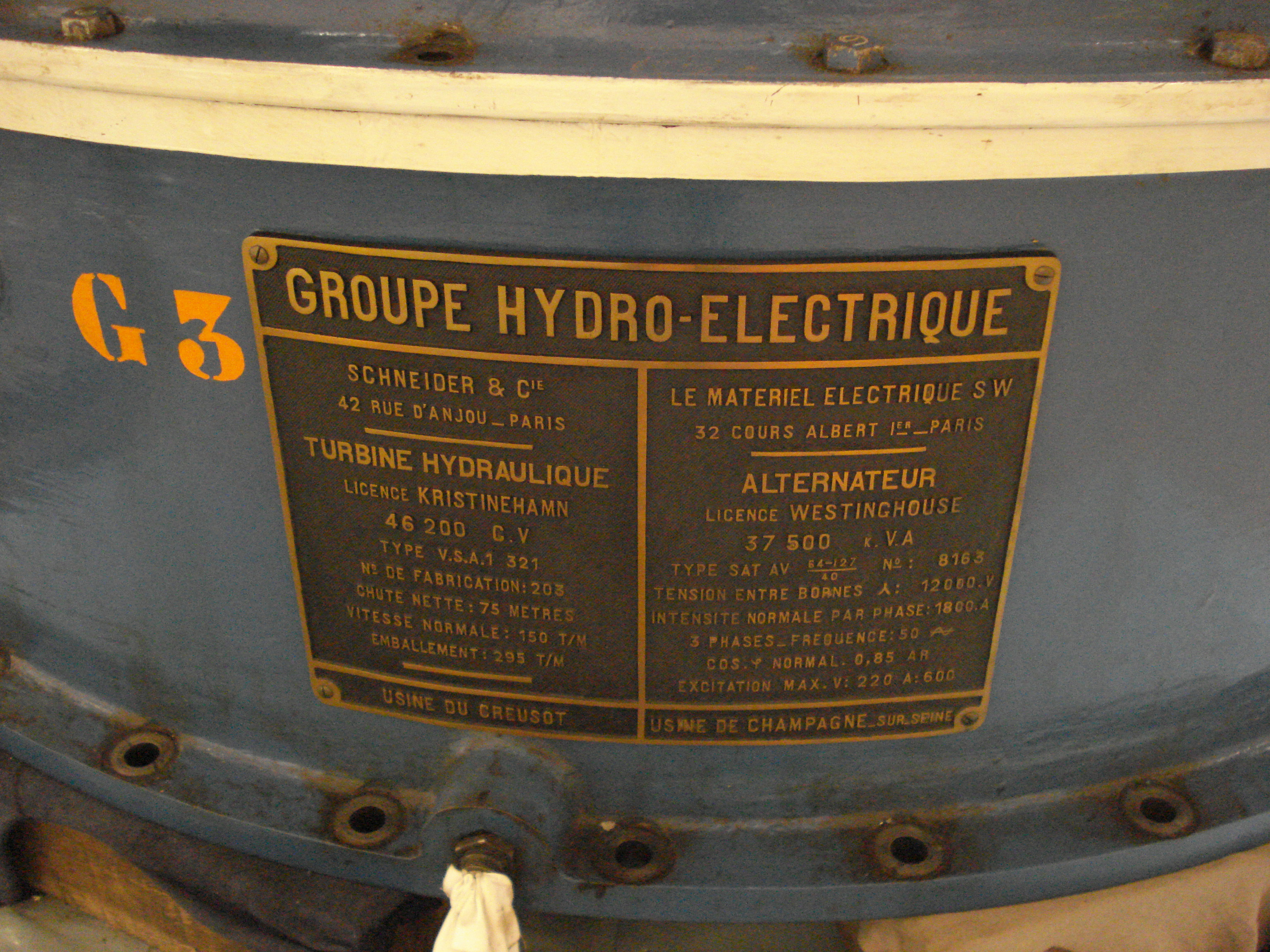
Vue d'un ancien groupe hydro-électrique.
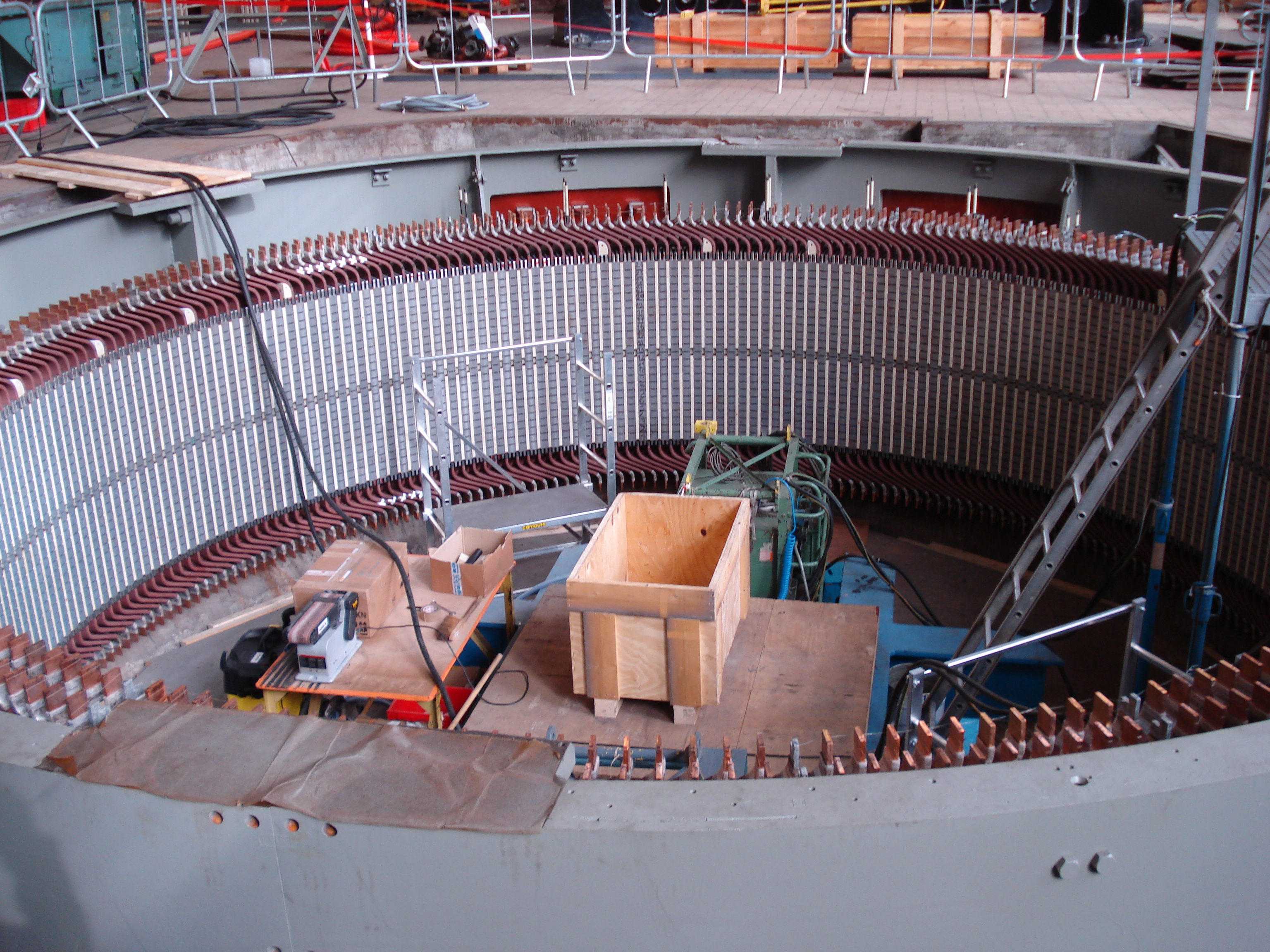
Un stator.
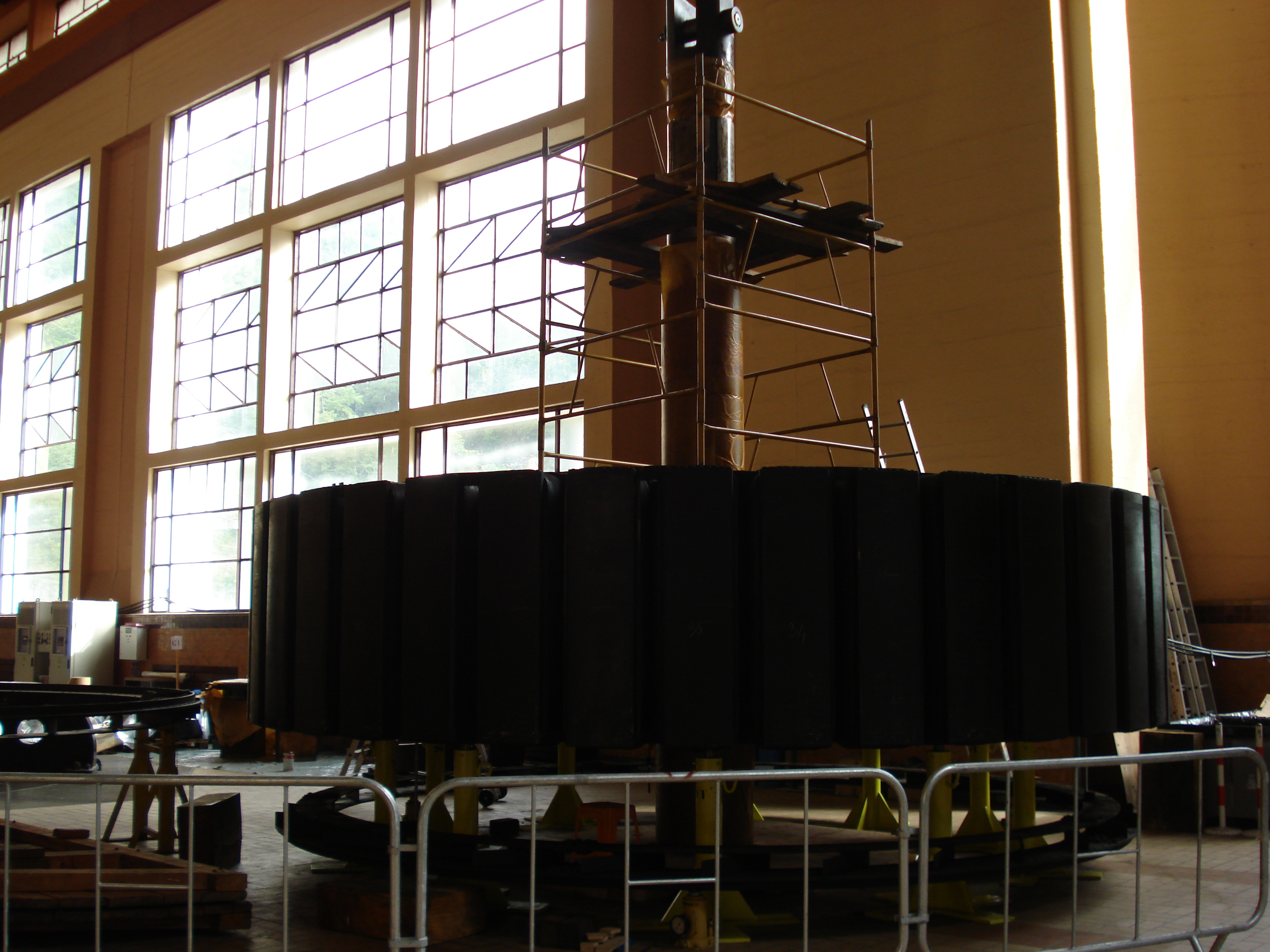
Un rotor.